# Kalisari (Mulyorejo)
Kalisari is een bestuurslaag in het regentschap Soerabaja van de provincie Oost-Java, Indonesië. Kalisari telt 14.266 inwoners (volkstelling 2010).